# Nuova Fiamma Stabia 2014-2015
Questa voce raccoglie le informazioni riguardanti il Nuova Fiamma Stabia nelle competizioni ufficiali della stagione 2014-2015.

## Stagione
La stagione 2014-2015 del Trust Risk Group Stabia è stata la quarta che ha disputato in Serie A2.

## Verdetti stagionali
Competizioni nazionali
- Serie A2:

stagione regolare: 6º posto su 9 squadre (6-10);
poule retrocessione: 1º posto su 7 squadre (10-2).

## Rosa
| N° | Naz.                | Ruolo | Sportivo                | Anno | Alt. |       |
| -- | ------------------- | ----- | ----------------------- | ---- | ---- | ----- |
| 4  | Italia (bandiera)   | PG    | Valentina Iozzino       | 1988 | 155  |       |
| 5  | Italia (bandiera)   | PG    | Raffaella Potolicchio   | 1990 | 169  | [ 2 ] |
| 6  | Italia (bandiera)   | P     | Raffaella De Rosa       | 1969 | 170  |       |
| 7  | Italia (bandiera)   | P     | Deborah D'Avolio        | 1993 | 172  |       |
| 8  | Italia (bandiera)   | C     | Rosaria Carotenuto      | 1978 | 180  |       |
| 9  | Italia (bandiera)   | P     | Federica Papetti        | 1995 | 160  |       |
| 10 | Italia (bandiera)   | G     | Maria Gallo             | 1992 | 168  |       |
| 12 | Italia (bandiera)   | A     | Giorgia Di Ruocco       | 1995 | 170  |       |
| 13 | Italia (bandiera)   | G     | Emanuela Pompea Moretti | 1997 | 169  | [ 2 ] |
| 14 | Italia (bandiera)   | C     | Maria Minervino         | 1986 | 194  |       |
| 15 | Italia (bandiera)   | A     | Laura Gemini            | 1993 | 185  |       |
| 16 | Italia (bandiera)   | PG    | Federica Serra          | 1996 | 170  |       |
| 17 | Italia (bandiera)   | G     | Simona Santoro          | 1995 | 170  |       |
| 18 | Italia (bandiera)   | G     | Maria Salvatore         | 1995 | 170  |       |
| 23 | Bulgaria (bandiera) | C     | Diana Voynova           | 1988 | 194  |       |
| 44 | Italia (bandiera)   | PG    | Nadia Calamai           | 1986 | 172  |       |
| 77 | Italia (bandiera)   | G     | Linda Manzini           | 1990 | 176  | [ 3 ] |